# Sanne van Paassen
Sanne van Paassen (ur. 27 października 1988 w Wageningen) – holenderska kolarka przełajowa i szosowa, dwukrotna medalistka przełajowych mistrzostw Europy oraz zdobywczyni Pucharu Świata w kolarstwie przełajowym.

## Kariera
Pierwszy sukces w karierze Sanne van Paassen osiągnęła w 2010 roku, kiedy zdobyła srebrny medal w kategorii elite podczas przełajowych mistrzostw Europy we Frankfurcie nad Menem. W zawodach tych wyprzedziła ją jedynie jej rodaczka Daphny van den Brand. Wynik ten powtórzyła na rozgrywanych dwa lata później mistrzostwach Europy w Ipswich, gdzie uległa jedyne Brytyjce Helen Wyman. W sezonie 2010/2011 triumfowała w klasyfikacji generalnej Pucharu Świata w kolarstwie przełajowym. Ponadto w sezonie 2012/2013 była druga za Katherine Compton z USA, a w sezonie 2009/2010 zajęła trzecie miejsce, ulegając Daphny van den Brand i Marianne Vos. Bierze też udział w wyścigach szosowych, jednak bez większych sukcesów.